# Elizabeth Vargas
Elizabeth Vargas, née le 6 septembre 1962 à Paterson, dans le New Jersey aux États-Unis, est une journaliste et présentatrice de télévision américaine. Elle est journaliste d'investigation et présentatrice de documentaires pour A&E Television Networks.

## Études
Elizabeth Vargas naît le 6 septembre 1962 à Paterson, dans le New Jersey aux États-Unis.
Elle est titulaire d'un bachelor en journalisme de l'université du Missouri à Columbia, obtenu en 1984.

## Vie professionnelle
Elizabeth Vargas commence sa carrière dès sa sortie de l'université et participe à sa première émission en tant que reporter pour NBC News affilié à KOMO-TV. Elle déménage à Chicago pour travailler à la station CBS WBBM-TV (en) pendant 4 ans et rejoint NBC News comme correspondante pour Dateline NBC en 1993. Elle travaille aussi comme sous-présentatrice pour Today, puis pour Good Morning America en 1996 et continue son parcours en rejoignant ABC Weekend Specials comme correspondante pour une émission de Primetime. En mai 2004, elle devient co-présentatrice de 20/20 et un an plus tard elle présente World News Tonight. Elle a aussi présenté A&E Networks.
Elle présente à partir de 2021 l'émission America's Most Wanted sur Fox.

## Récompenses
En 1998, Elizabeth Vargas est nommée pour les Emmy Awards pour son enquête sur la condamnation de Betty Tyson, prostituée toxicomane qui a passé 25 ans en prison pour le meurtre d'un homme d'affaires dont elle a finalement été reconnue innocente ; cette enquête avait été publiée dans le magazine 20/20. L'année suivante, elle remporte un Emmy Awards pour sa couverture de l'histoire d'Elián González.

## Vie personnelle
En 1999, Elizabeth Vargas rencontre Marc Cohn, chanteur et compositeur, précédemment marié avec Jennifer George avec qui il a deux enfants. Vargas se marie avec Marc 3 ans plus tard le 20 juillet 2002, ils ont deux enfants. Elle divorce en 2014.